# Spółgłoska dwuwargowa
Spółgłoska dwuwargowa – spółgłoska wymawiana przy zbliżeniu obu warg do siebie.

## Przykłady
W języku polskim dwuwargowo wymawia się /p/ w pasek, /b/ w bać się, /w/ (= ł w łoś) i /m/ w mama  oraz spółgłoski zmiękczone /p'/ i /b'/, np. w wyrazach bitwa, pipa.

## Lista spółgłosek dwuwargowych
Występują następujące spółgłoski dwuwargowe:
- spółgłoska zwarta dwuwargowa bezdźwięczna [p]
- spółgłoska zwarta dwuwargowa dźwięczna [b]
- spółgłoska szczelinowa dwuwargowa bezdźwięczna [ɸ]
- spółgłoska szczelinowa dwuwargowa dźwięczna [β]
- spółgłoska nosowa dwuwargowa [m]
- spółgłoska drżąca dwuwargowa [ʙ]
- spółgłoska iniektywna dwuwargowa dźwięczna [ɓ]
- spółgłoska zwarta ejektywna dwuwargowa [pʼ]
- mlask dwuwargowy [ʘ]